# Март Кальвет
Март Кальвет (ест.: Mart Kalvet; нар. 6 листопада 1975 року) — естонський музикант, автор текстів, перекладач і колумніст.
У 1993 році закінчив Талліннську гуманітарну середню школу Õismäe. Він навчався як у Талліннському педагогічному університеті, так і в Естонському гуманітарному інституті, який отримав спеціальність англійський філолог.
Кальвет є одним із найзаслуженіших культиваторів важкого металу в Естонії, як співак він бере участь у гуртах Taak, Dawn of Gehenna та Plekksaapad; раніше він також був вокалістом гуртів Mortified, Ecthalion, Whispering Forest, Nitrous і Herald. Калвет писав тексти для багатьох різних виконавців (наприклад, Танель Падарі, гурту Tharaphita та ін.).
Калвет також бере участь у перекладі англійської наукової фантастики естонською мовою, а також публікує науково-фантастичні історії під псевдонімом Лаур Крафт.

## Подяка
- 2009 Stalker (повість «Останній Ктуле»)